# ギョルギ・ガリッチ
ギョルギ・ガリッチ（ハンガリー語: György Garics, 1984年3月8日 - ）は、ハンガリー・ソンバトヘイ出身の元オーストリア代表サッカー選手。現役時代のポジションはディフェンダー（主に右サイドバック）。
「ギョルギ」の名はハンガリー語名「ジェルジ」のドイツ語読みで、ドイツ語名「ゲオルク」(Georg) に相当する。

## 経歴
クロアチアにルーツを持つ家系の下ハンガリーに生まれ、1998年に両親と共にオーストリアに移住した。それと同時に、オーストリア・ブンデスリーガのSKラピート・ヴィーンに入団する。育成部門やサテライトチームを経由し、2001年にプロデビューを果たす。18歳でリーグにおいてスタメンに定着。20歳でオーストリア国籍を取得し、同国のU-21代表にも選出されるようになった。
2006年8月29日にセリエBに属するSSCナポリへ移籍する。新天地でもチームの主力メンバーとして昇格に貢献。2007-08シーズンは活躍の場をセリエAに移し、前シーズン同様レギュラーとして活躍した。
2008年7月1日、ナポリとの共同保有という形でアタランタBCへ移籍した。アタランタではレギュラーとして35試合に出場し、翌年6月30日にはアタランタが所有権を全て買い取り完全移籍した。
2010年8月9日、ボローニャFCへ移籍。
2015年8月14日、SVダルムシュタット98に移籍した。2016年8月30日にクラブを退団。
2017-18シーズンより、セリエDのイモレーゼ・カルチョ1919へ1年契約で加入した。リーグ戦13試合に出場し、シーズン終了を以て現役を引退した。

## 代表歴
U-21オーストリア代表ではキャプテンも務め、2006年10月のリヒテンシュタイン戦でフル代表デビュー。デビュー戦でゴールも決めた。以来、代表に定着しEURO 2008に出場した。

## タイトル
ラピート・ヴィーン
- オーストリア・ブンデスリーガ : 2004-05